# The Postmodern Life of My Aunt
Pour plus de détails, voir Fiche technique et Distribution.
The Postmodern Life of My Aunt (chinois simplifié : 姨妈的后现代生活 ; chinois traditionnel : 姨媽的後現代生活 ; pinyin : Yimā de hòuxiàndài shēnghúo) est un film hongkongais réalisé par Ann Hui, sorti en 2006.

## Synopsis
Ye Rutang est une femme d'une soixantaine d'années qui a quitté la Mandchourie pour s'installer à Shanghaï. Elle reçoit la visite de son neveu Kuan-kuan qui essaye de la faire chanter en faisant croire à son enlèvement, puis tombe sous le charme de Pan Zhichang, un chanteur d'opéra.

## Fiche technique
- Titre : The Postmodern Life of My Aunt
- Titre original : chinois simplifié : 姨妈的后现代生活 ; chinois traditionnel : 姨媽的後現代生活 ; pinyin : Yimā de hòuxiàndài shēnghúo
- Réalisation : Ann Hui
- Scénario : Ann Hui et Li Qiang (en)
- Pays d'origine : Hong Kong
- Format : Couleurs - Dolby Digital - 35 mm
- Genre : Action, drame
- Durée : 111 minutes
- Date de sortie : 2006

## Distribution
- Siqin Gaowa : Ye Rutang
- Chow Yun-fat : Pan Zhichang
- Zhao Wei : Liu Dafan
- Fang Qingzhuo
- Guan Wenshuo : Kuan-kuan
- Gang Jiao : Guo Feng
- Lisa Lu : Mrs. Shui
- Shi Ke : Jin Yonghua
- Wang Yi : infirmière
- Wang Ziwen : Fei-fei
- Zhang Zhi-hua : infirmière